# Lake Park (Iowa)
Lake Park è una città degli Stati Uniti d'America, situata nello Stato dell'Iowa, nella contea di Dickinson.